# خوان أنخيل ألبين
خوان أنجيل ألبين (بالإسبانية: Juan Ángel Albín)‏ (مواليد 17 يوليو 1986 في سالتو - الأوروغواي) لاعب كرة قدم أوروغواياني يلعب حاليا لصالح نادي الدرجة الأولى خيتافي الإسباني منذ 2006 في مركز الوسط المهاجم كما يجيد اللعب في مركز الجناح الأيسر .

## روابط خارجية
- خوان أنخيل ألبين على موقع قاعدة بيانات كرة القدم.إي يو (الإنجليزية)
- خوان أنخيل ألبين على موقع Soccerway.com (الإنجليزية)
- خوان أنخيل ألبين على موقع عالم كرة القدم.نت (الإنجليزية)
- خوان أنخيل ألبين على موقع AS.com (الإسبانية)